# Гранітоли
Гранітоли (рос. гранитолы, англ. granitoles, нім. Granitole pl) – водостійкі гранульовані вибухові речовини, до складу яких входять тротил, амонійна селітра та інші складники (амонійна селітра, капсульована в тротилову оболонку). 
Заряди можуть знаходитися до трьох діб у проточній воді і до шести діб на глибині до 10 м у непроточній воді без погіршення властивостей. 
Застосовують для висадження на міцних і дуже міцних обводнених г.п. свердловинними та інш. зарядами. 
За ефективністю вибухової відбійки аналогічні гранулотолу та алюмотолу. 